# 1141 km (Kazachstan)
1141 km (kaz. 1141 км, ros. 1141 км) – przystanek kolejowy w rejonie Aktogaj, w obwodzie karagandyjskim, w Kazachstanie. Położony jest na linii Mojynty – Aktogaj, na trasie Nowego Jedwabnego Szlaku. Leży wśród stepów, w oddaleniu od skupisk ludzkich.